# Isola Madre
Isola Madre, anciennement appelée Isola di San Vittore puis Isola Maggiore, est la plus grande île des îles Borromées. Elle se situe du côté italien du lac Majeur, dans le Piémont. Couverte d'un jardin botanique (Giardini Botanici dell'Isola Madre (en)) notable pour ses oliviers, l'île accueille le Palazzo Borromeo de la famille Borromeo. En 1014, l'empereur Henri II concède l'île aux religieuses du monastère San Felice de Pavie.

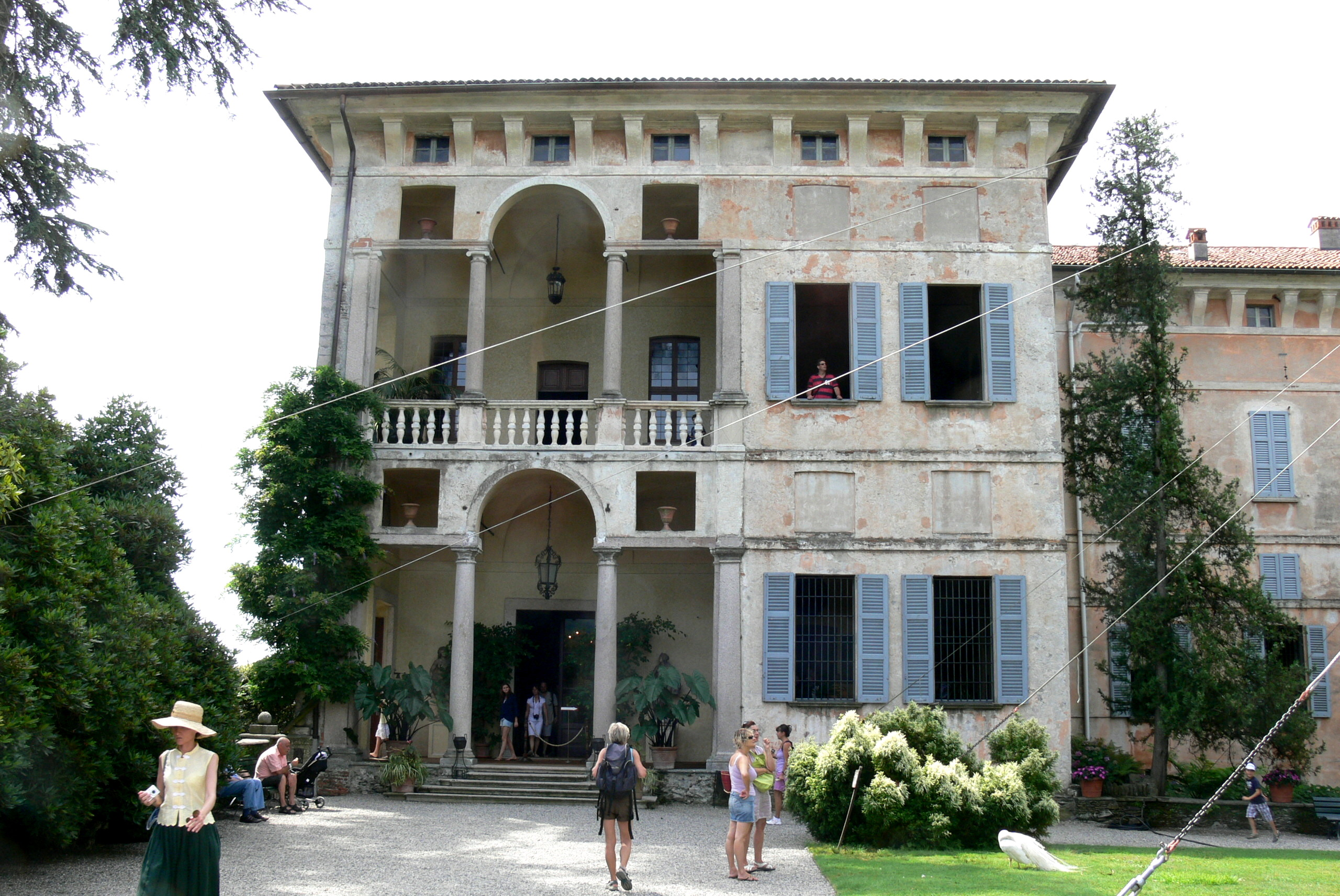
Palazzo Borromeo
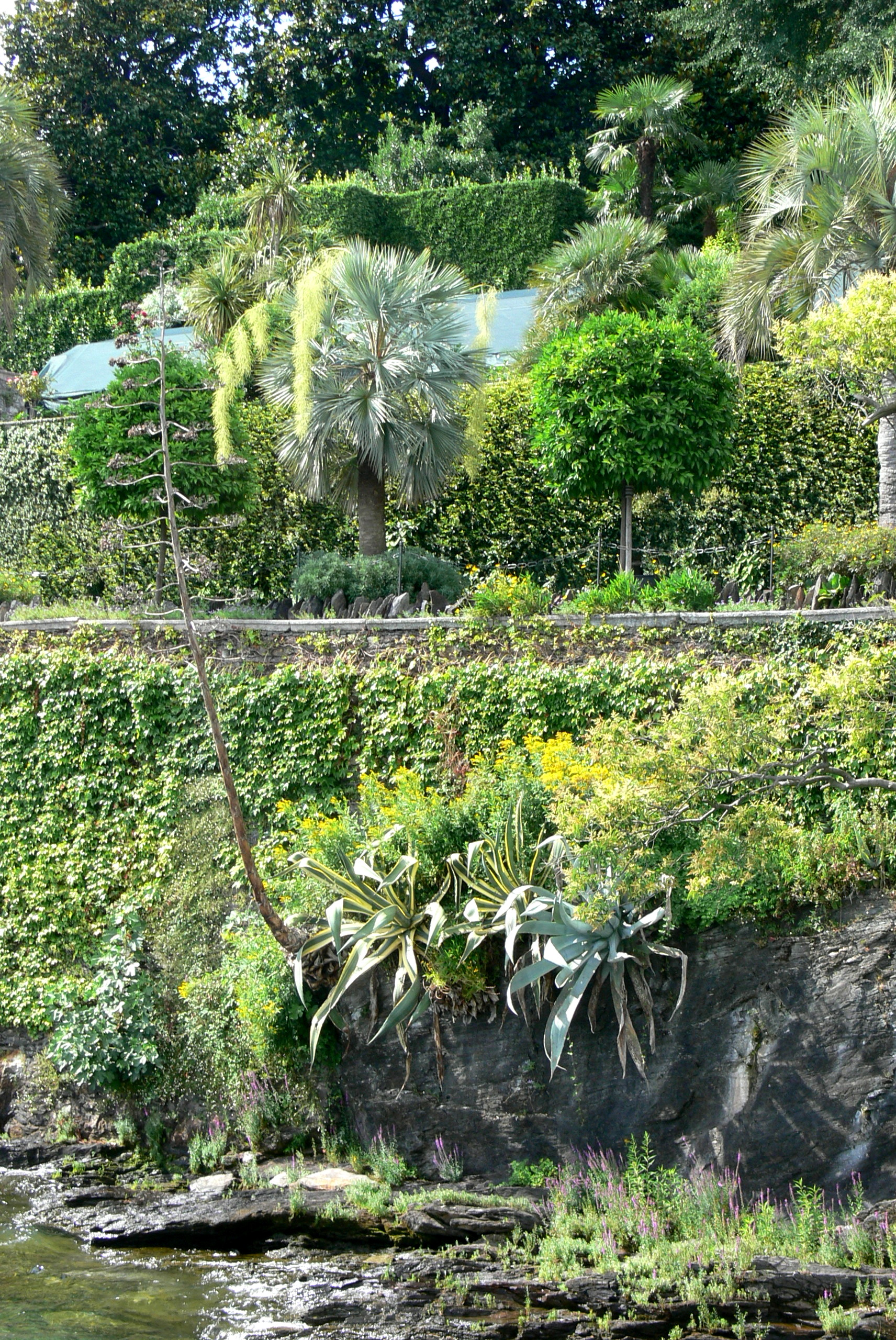
Les jardins botaniques
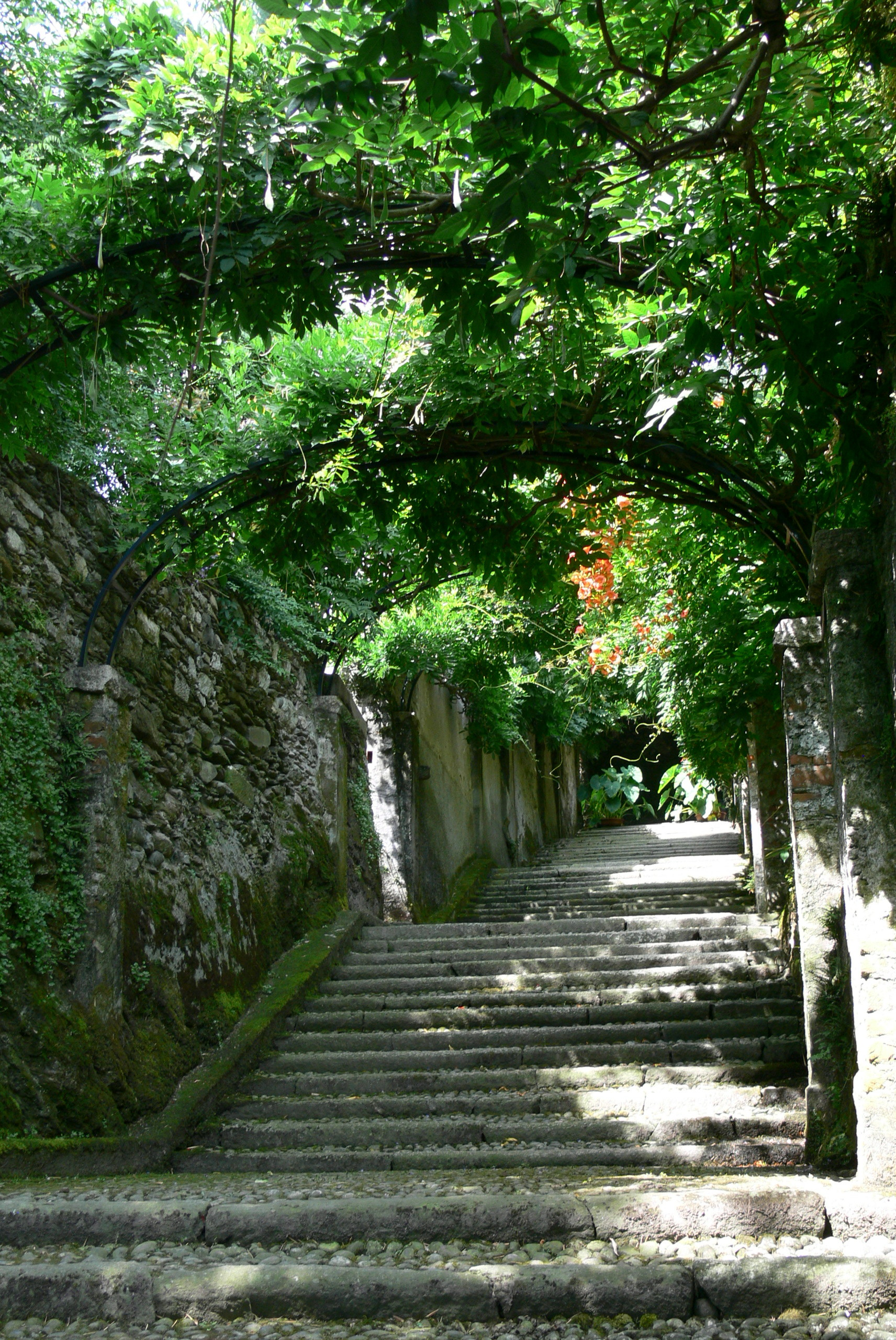
Escalier dans les jardins
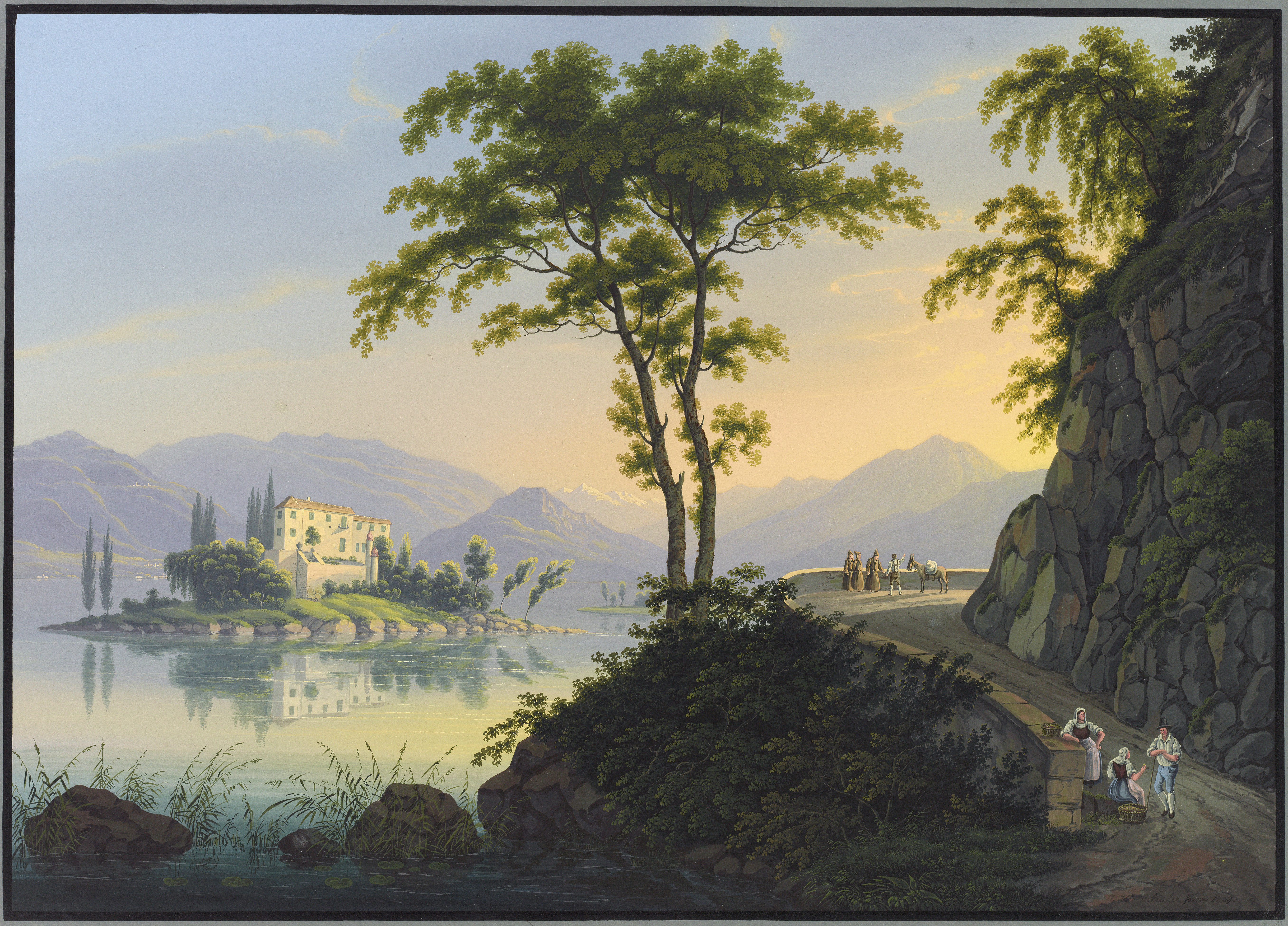
Isola Madre, 1837